# Masisi
Masisi est une localité de l'est de la république démocratique du Congo dans la province du Nord-Kivu, elle est le chef-lieu du territoire de Masisi.

## Géographie
Elle est située sur la route RP529 à 82 km au nord-ouest du chef-lieu provincial Goma.

## Histoire
Le 4 janvier 2025, le Mouvement du 23 mars s'empare de Masisi après des combats contre les Forces armées de la république démocratique du Congo et les milices wazalendo soutenant les FARDC. En raison des combats, près de 100 000 personnes quittent la ville,.

## Administration
Chef-lieu territorial de 18 708 électeurs enrôlés en 2018, la localité a le statut de commune rurale de moins de 80 000 électeurs, elle compte 7 conseillers municipaux en 2019.

## Population
Le recensement date de 1984,.
| 1984 | 2004  | 2012  |
| ---- | ----- | ----- |
| -    | 5 538 | 6 806 |